# FDGB-Feriendienst

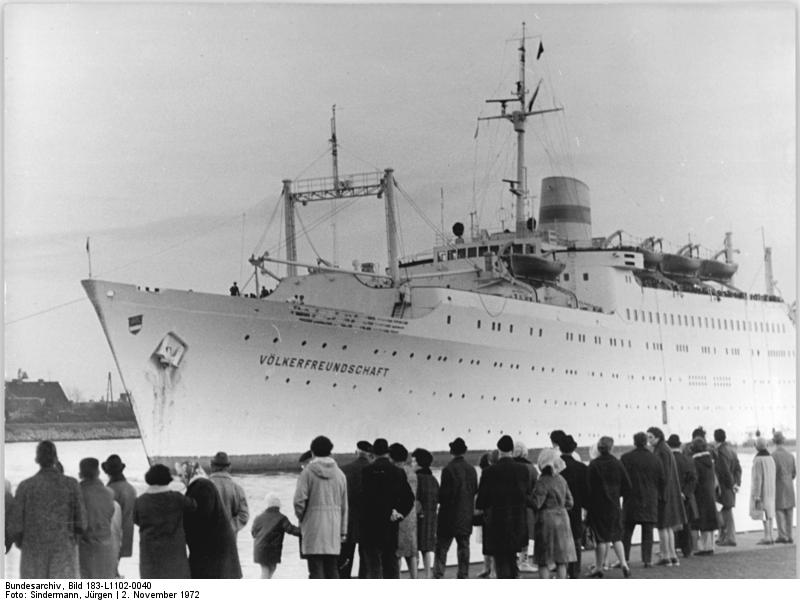
Die Völkerfreundschaft, ein Kreuzfahrtschiff des FDGB

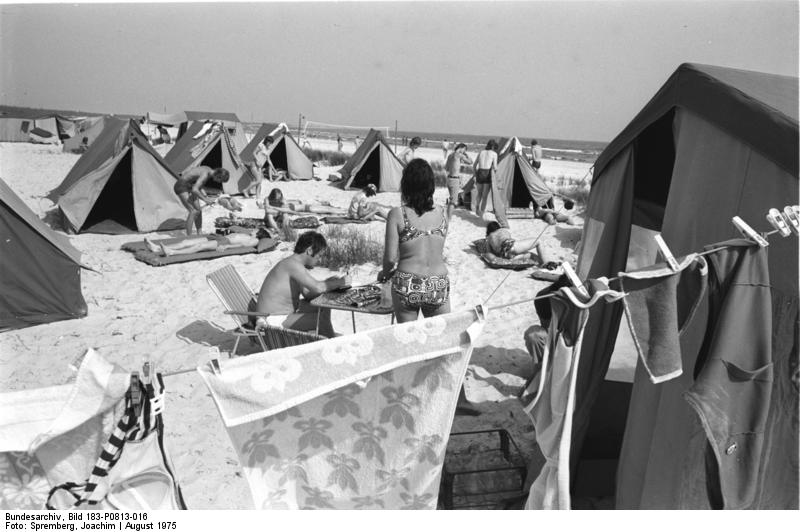
Campingplatz in Prerow an der Ostsee, um 1975

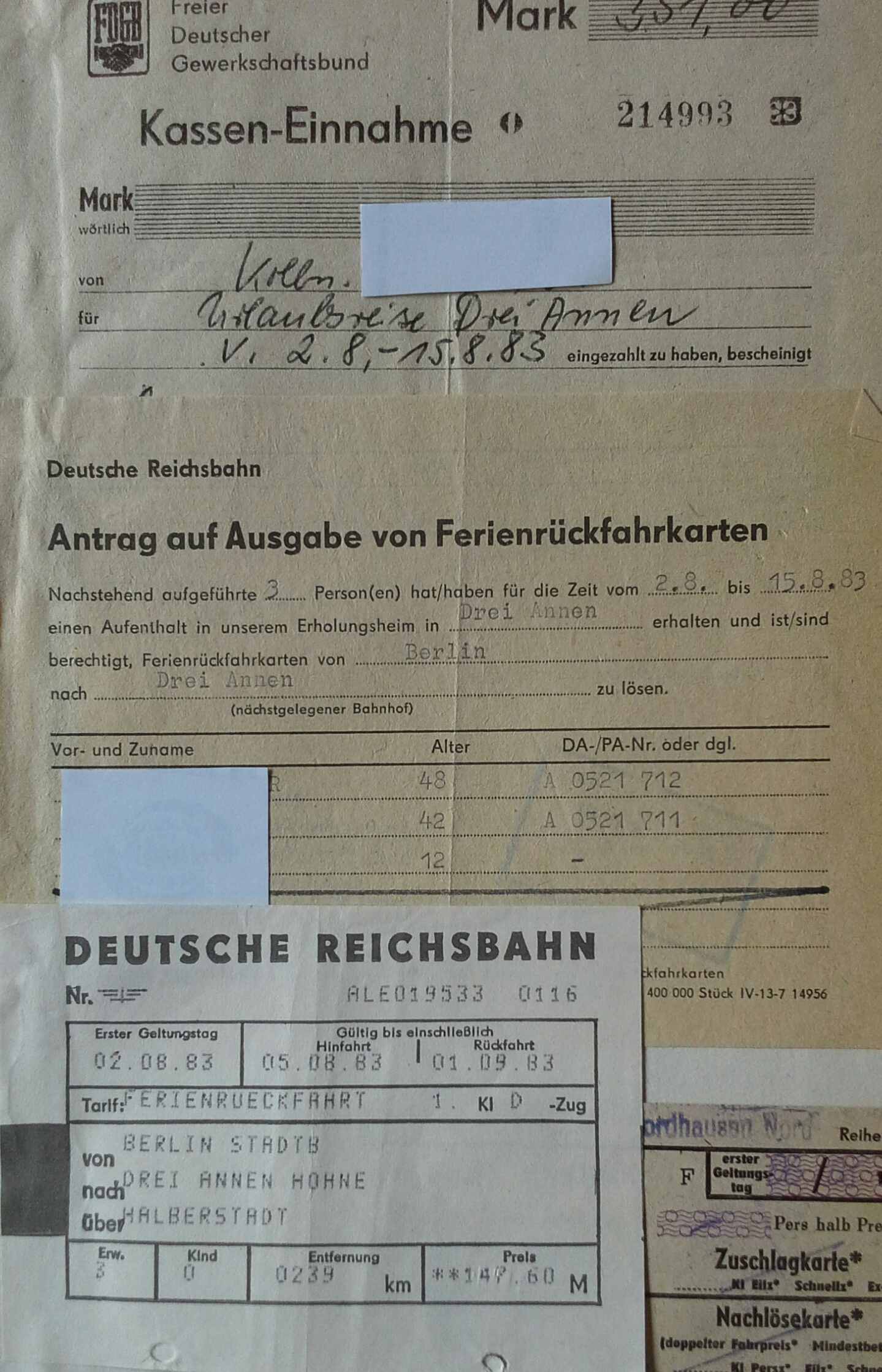
Papiere einer Ferienfahrt mit dem FDGB.

Der FDGB-Feriendienst war eine Einrichtung des Freien Deutschen Gewerkschaftsbundes (FDGB) in der DDR. Er vermittelte den Werktätigen des Landes subventionierte Urlaubsreisen im Inland. Der Feriendienst wurde am 19. März 1947 als gewerkschaftliche Sozialeinrichtung zur Vermittlung von Urlaubsreisen und -plätzen gegründet.
Schon in der Zeit des Nationalsozialismus wurde der Erholungsurlaub für die Menschen staatlicherseits organisiert; KdF war hier tätig. Davor gab es organisierte Reisen der Gewerkschaftsbewegung in der Weimarer Republik.
Der Tourismus in der DDR entwickelte sich gemäß der Vorgaben durch die SED nicht parallel zu Westdeutschland und Westeuropa, sondern nahm sich die Sowjetunion zum Vorbild. Die Verfassung der Deutschen Demokratischen Republik sah den bezahlten Jahresurlaub vor. Es gab in der DDR nicht die Entwicklung zur Pauschalreise ins europäische Ausland sowie in Hotels und Ferienwohnungen, sondern man versuchte, Verdienste für Betrieb und Partei zu belohnen.
Entsprechend war es wohl nie geplant und wirtschaftlich wohl auch nicht möglich, das Angebot an subventionierten Reisen so zu erhöhen, dass alle Nachfrager hätten bedient werden können. Partei und Staat schufen im Frühjahr 1953 durch die Aktion Rose mit ihren Beschlagnahmen von Gebäuden an der Ostsee, besonders auf Rügen, die erweiterte Basis für den FDGB-Feriendienst. Der FDGB hatte im System der DDR nicht die Aufgabe, die Interessen seiner Mitglieder in finanzieller und sozialer Hinsicht zu vertreten; er war eine Massenorganisation mit faktischer Pflichtmitgliedschaft.
Der FDGB-Feriendienst war einer der Anbieter von Urlaubsreisen neben den Betriebsferienplätzen in betriebseigenen Ferieneinrichtungen, dem Reisebüro der DDR, Jugendtourist und den staatlichen Campingplätzen. Im Jahr 1984 boten die Betriebe z. B. 413.000 Ferienplätze, der FDGB 135.900. Neben großen Objekten – wie bspw. dem Ferienheim August Bebel und dem Erholungsheim Walter Ulbricht in Friedrichroda, dem Ferienheim Fritz Heckert in Gernrode und dem Erholungsheim Friedrich Engels in Templin – hatte er viele kleinere Objekte (bis 50 Zimmer) in seinem Besitz und beschäftigte dort zahlreiche Mitarbeiter. Neben der Ostseeküste waren auch das Erzgebirge, das Vogtland, der Thüringer Wald, das Elbsandsteingebirge und der Harz Schwerpunkte der Erholung. Einzubeziehen sind hier auch die Mecklenburgische Seenplatte, der Spreewald, das Zittauer Gebirge, die Oberlausitz und eine Reihe von Objekten in kleineren regionalen Ferien- und Wandergebieten. Die dezentralen Quartiere sind in der Regel von privaten Haus- oder Grundstücksbesitzern an den FDGB-Feriendienst vermietet worden, der dann die Zuweisungen organisierte und die finanz- und verwaltungstechnischen Aufgaben übernahm. Für diese Verwaltungsaufgaben und für die Betreuung der Urlauber vor Ort waren in den Zentren der Feriengebiete Büros bzw. Außenstellen des „FDGB-Feriendienstes“ mit hauptamtlichen Mitarbeitern installiert. Die Verpflegung erfolgte auf Gutschein-Basis zumeist in fest zugewiesenen Gaststätten. Für die Anreise mit der Reichsbahn gab es eine Ermäßigung.
Die Nachfrage nach Urlaubsreisen war groß; die Bevölkerung der DDR orientierte sich aufgrund ihres Medienkonsums an den Verhältnissen in der Bundesrepublik. Urlaub im relativen Luxus war etwa im Warnemünder Hotel Neptun sowie in ausgewählten Interhotels (z. B. im Hotel Panorama in Oberhof) möglich. Diese hatten einen fest definierten Teil ihrer Kapazitäten für FDGB-Urlauber bereitzustellen, die darin auch alle Leistungen in Anspruch nehmen konnten, die für private Gäste zur Verfügung standen. Die Versorgung in den hauseigenen Restaurants erfolgte über Gutscheine, die mit den dortigen Gaststätten-Preisen verrechnet wurden und im Preis der Ferienreise enthalten waren.
Im Gründungsjahr 1947 verfügte der Feriendienst über 498 eigene und 1.100 angemietete Betten; 17.500 Urlauber kamen in den Genuss einer FDGB-Reise. In den 1960er Jahren stagnierten die Kapazitäten bei gut 90.000 Betten und 1,1 Millionen Teilnehmern. Im Jahr 1989 verfügte der FDGB über 694 gewerkschaftseigene und 371 vertraglich genutzte Ferienobjekte. Hinzu kamen 7.250 betriebliche Ferieneinrichtungen, die vom Campingwagen bis zum Ferienhotel reichten. Das entsprach einer jährlichen Gesamtkapazität von 5,1 Millionen Ferienreisen. Deren Vergabe erfolgte über die gewerkschaftlichen Ferienkommissionen der Betriebe. Für diese Reisen mussten lediglich 25 bis 35 Prozent der tatsächlichen Kosten für Unterbringung und Verpflegung aufgebracht werden. Für Kinder bis zum Abschluss der zehnten Klasse kostete ein 13-tägiger Aufenthalt einheitlich 30 Mark.
Der Feriendienst betrieb die FDGB-Urlauberschiffe Arkona, Fritz Heckert und Völkerfreundschaft. Auch diese Urlaubsplätze auf den insgesamt drei Kreuzfahrtschiffen waren sehr begrenzt (1962: 16.500 Personen, 1969: 4.000, 1989: 9.300).
Die Finanzierung des Feriendienstes erfolgte aus den über die Mitgliedsbeiträge gebildeten Fonds des FDGB, aus den verhältnismäßig geringen Zuzahlungen der Urlauber sowie aus dem Staatshaushalt. Dieser trug etwa 1989 direkt und indirekt 550 Millionen Mark bei.
Politisch gesehen sollte der FDGB-Feriendienst die Verhältnisse stabilisieren; auf der anderen Seite wurde jeder Mangel am „vom Staat“ organisierten Urlaub dem Staat angelastet, und es kam zu zahlreichen Eingaben. Der einzelne Urlauber konnte so „der Diktatur Grenzen aufzeigen“.
Mit der Auflösung des FDGB im September 1990 kam auch das Aus für den Feriendienst.